# Jean-François Chaigneau
Pour les articles homonymes, voir Chaigneau.
Jean-François Chaigneau  (né en 1944), est un journaliste français. Il fait sa carrière à Paris Match, de 1969 à 2008, avant d'écrire des chroniques pour Le Figaro.